# Union pour la Calédonie dans la France
Pour les articles homonymes, voir UCF.
L’Union pour la Calédonie dans la France (UCF) est une ancienne alliance politique de plusieurs partis de la droite anti-indépendantiste de Nouvelle-Calédonie, formée en octobre 2013. Elle est constituée du Mouvement populaire calédonien (MPC, dissidence depuis mars 2013 du Rassemblement-UMP qui a longtemps été le principal parti historique défendant le maintien de la Nouvelle-Calédonie dans la France jusqu'en 2004, associé à l'UMP en décembre 2013) du premier adjoint au maire de Nouméa et ancien député Gaël Yanno, du Rassemblement pour la Calédonie (RPC, formé en 2006 par des dissidents du Rassemblement-UMP restés fidèles à son fondateur et ancien chef historique de la droite anti-indépendantiste, Jacques Lafleur, proche de Debout la République de Nicolas Dupont-Aignan) d'Isabelle Lafleur et du Mouvement républicain calédonien (MRC, fondé en 2011 sur une base libérale par certains membres du Collectif pour un drapeau commun) du conseiller municipal de Nouméa Philippe Blaise.
Elle vise à former une union capable de faire front face aux indépendantistes et défendre de manière plus ferme « un socle commun de valeurs » sur lesquels ils considèrent que les anti-indépendantistes ne doivent pas transiger, mais elle s'oppose au sein du camp anti-indépendantiste à Calédonie ensemble (dissidence de 2008 de l'Avenir ensemble) du député UDI Philippe Gomès et à l'« Engagement pour une Calédonie dans la France » (ECF) ou « Front pour l'unité » (FPU) regroupant autour du Rassemblement-UMP du sénateur Pierre Frogier l'Avenir ensemble du président sortant du gouvernement Harold Martin, le Mouvement de la diversité (LMD, fondé en 2008 par des dissidents du RPC) de l'ancien sénateur Simon Loueckhote, le représentant local du MoDem Didier Leroux (ancien de l'Avenir ensemble) et l'Union pour un destin calédonien (UDC, limité depuis 2012 surtout à une dissidente du RPC) de Nathalie Brizard. Elle s'appuie sur très peu d'élus au niveau territorial (1 membre du Congrès) et provincial (2 élus à l'Assemblée de la Province Sud), issus uniquement du MPC, mais est fortement représentée au conseil municipal de Nouméa (21 conseillers sur 53, dont 20 MPC et 1 MRC).
Ses candidatures pour les échéances électorales de 2014 (municipales et provinciales) prennent le nom d'« Union pour la Calédonie dans la France » pour les secondes et d'« Union pour » suivi du nom de la commune concernée pour les premières.

## Initiative et formation
Au moment de la création du MPC le 28 mars 2013, Gaël Yanno affirme vouloir réunir autour d'un certain nombre de principes communs l'ensemble des partis anti-indépendantistes, dans le but de contrebalancer le FLNKS, un projet qu'il appelle dans un premier temps « l'Union pour la France » (UPF). Il se rapproche rapidement du MRC. Pour sa part, Isabelle Lafleur entre en contact tout au long de l'année 2013 avec l'ensemble des formations politiques non indépendantistes afin d'arriver au même résultat.
Finalement, le 17 octobre 2013, et en vue des échéances électorales de 2014 (municipales et provinciales), le lancement de l'UCF est annoncée conjointement lors d'une conférence de presse par Gaël Yanno, Isabelle Lafleur et Philippe Blaise. Cette UCF apparaît alors comme l'une des trois forces anti-indépendantistes en présence pour les scrutins de 2014, avec le Front pour l'unité (nom pris pour la campagne par l'Engagement pour une Calédonie dans la France ou ECF) et Calédonie ensemble.

## Principes et valeurs
Les trois chefs de partis signent le jour du lancement de l'union « un socle commun de valeurs » en huit points comprenant :
- « le maintien de manière durable, dans une large autonomie, de la Calédonie dans la République française »,
- « le retour d’une citoyenneté calédonienne ouverte, avec une condition d’accès de dix ans glissants et l’intégration des conjoints, au terme de l’Accord de Nouméa »,
- « le non-transfert des compétences de l’article 27 de la loi organique »,
- « la garantie du droit de propriété de tous les habitants de la Nouvelle-Calédonie »,
- « la révision de la clé de répartition » entre les provinces,
- « la mise en place de pratiques de bonne gouvernance, pour garantir l’intégrité des élus calédoniens »,
- « la recherche d’un drapeau commun » et
- « le maintien du nom du pays ».

## Élus avant les échéances de 2014
L'essentiel des élus avant ces échéances électorales est apporté par le MPC, lui-même surtout représenté au conseil municipal de Nouméa.

### Membre du gouvernement
Sur les deux membres élus en 2011 comme Rassemblement-UMP au sein du gouvernement local présidé par Harold Martin (Avenir ensemble), Sonia Backes est la seule à rejoindre le MPC. Porte-parole de l'exécutif néo-calédonien depuis 2011, elle y est chargée de l'animation et du contrôle des secteurs du Budget, des Finances, de la Fiscalité, de l'Économie numérique et de l'Énergie, ainsi que des Questions liées à la Communication audiovisuelle, à l'Enseignement supérieur et à la Recherche. Elle a également été chargée du Transfert de l'enseignement jusqu'au 1er janvier 2012. Elle avait déjà été membre du précédent gouvernement présidé par Philippe Gomès (Calédonie ensemble) de 2009 à 2011, chargée à l'époque de l'Enseignement et des Questions relatives à l'Enseignement supérieur.

### Élue du Congrès
À sa création, l'UCF ne dispose que d'une seule élue sur 54 au Congrès de la Nouvelle-Calédonie : Alexandra Malaval-Cheval (MPC), élue en 2009 dans cette institution et à l'Assemblée de la Province Sud sur la liste du Rassemblement-UMP menée par Pierre Frogier. Jusqu'en août 2013, elle reste indiquée comme membre du groupe du Rassemblement-UMP puis siège comme non-inscrite au Congrès, dont elle est la benjamine. Elle est rapporteur de la commission des infrastructures publiques et de l'énergie depuis 2009, mais aussi membre de la commission de l’organisation administrative et de la fonction publique et de celle du travail et de la formation professionnelle depuis 2009 ainsi que de celle de la législation et de la règlementation générales depuis 2011 (elle en fut la vice-présidente de 2011 à 2012). Elle a également été membre du bureau du Congrès en tant que secrétaire de 2010 à 2011.
Le 1er mars 2014, à la fin de la mandature, un ralliement de poids s'opère en faveur du MPC et au détriment du Rassemblement-UMP : Pierre Bretegnier, signataire des accords de Matignon-Oudinot de 1988, élu au Congrès et à l'Assemblée de la Province Sud depuis 1989 sur les listes du RPCR puis Rassemblement-UMP, ancien vice-président de la Province Sud aux côtés de Jacques Lafleur de 1989 à 2004, président de la commission permanente du Congrès de 2009 à 2011 et de 2012 à 2013, président du groupe Rassemblement-UMP de cette institution de 2012 à 2013, président de la commission intérieure de la Législation et de la Réglementation économiques et fiscales depuis 2009. Il a également été membre du bureau du Congrès en tant que vice-président de 2011 à 2013.
En 2009, le RPC avait obtenu 2 élus au Congrès, tous deux élus dans la Province Sud : l'ancien député et ancien président de l'Assemblée provinciale Jacques Lafleur (qui a démissionné de ses mandats en 2010, alors remplacé par Jean-Luc Régent) et Nathalie Brizard. Cette dernière est exclue du parti en 2010, participe à la création de l'UDC en 2011 et rejoint en 2013 l'ECF. Pour sa part, Jean-Luc Régent quitte le RPC à la suite d'un différend sur les consignes de vote du parti au second tour des législatives en 2012, et a rejoint Calédonie ensemble en 2013.

### Conseillers de la Province Sud
Outre Alexandra Malaval-Cheval (et Pierre Bretegnier qui rejoint l'UCF en mars 2014), l'UCF compte à sa fondation un deuxième conseiller à l'Assemblée de la Province Sud : Gil Brial (MPC). Élu lui aussi pour la première fois en 2009 sur la liste du Rassemblement-UMP menée par Pierre Frogier, il a dirigé le groupe de ce dernier parti au sein de cette assemblée jusqu'à sa dissidence en 2013, et est depuis le 20 septembre 2012 le 3e vice-président de l'Assemblée de la Province Sud chargé de l’économie, de la santé et du social, de la jeunesse, des transports et des infrastructures routières et publiques.
Au sein de cette assemblée, Alexandra Malaval-Cheval préside pour sa part la commission de la culture depuis 2011, et est membre de la commission de l'environnement, de celle de la jeunesse, des sports et des loisirs, de celle des équipements publics, de l'énergie et des transports et de celle chargée du suivi du plan provincial de développement durable. Pierre Bretegnier de son côté est depuis 2009 le président du conseil d'administration de la société d'investissement provincial PromoSud.

### Conseillers municipaux
- Nouméa[5],[6] : 21 élus sur 53 dont :
  - 20 élus sur les 42 du groupe Rassemblement-UMP et les 53 du conseil municipal ont rejoint le MPC et ont formé un groupe à part entière le 30 juillet 2013. Ils font toujours partie de la majorité du maire Jean Lèques, tout en ayant voté dans un sens contraire à celui-ci à plusieurs reprises. S'y retrouvent 11 des 15 adjoints au maire : Gaël Yanno (1er adjoint depuis 2001, conseiller municipal depuis 1989, Coordination de l'action municipale, Finances, Intercommunalité), Isabelle Champmoreau (2e adjointe depuis 2008, conseillère municipale depuis 2001, Jeunesse, Écoles, Constructions publiques), Michel Vittori (3e adjoint depuis 2008, Sécurité civile, Budget, Marchés publics, Patrimoine municipal), Jean-Claude Doudoute (5e adjoint depuis 2008, Sécurité publique, Administration générale, Ressources humaines), Maryse Frarin La Michellaz (6e adjointe depuis 1996, conseillère municipale depuis 1995, Environnement, Développement durable et Éco-citoyenneté depuis 2002), Francine Beyney (7e adjointe depuis 2001, Vie des quartiers et Insertion depuis 2008), Dominique Korfanty (8e adjointe depuis 2008, Solidarité, Action sociale, Personnes âgées et Logement social), Charles Éric (10e adjoint depuis 2008, Proximité, Cadre de vie, Commerce, Industrie, Artisanat, Relations avec les associations, Informatique), Malia Maugateau (12e adjointe depuis 2008, Relations avec les communautés), Jean Wasman (14e adjoint depuis 2008, État-civil, Relations avec les communautés et Sports) et Marie-Josée Barbier-Pontoni (15e adjointe depuis 2008, État-civil, Enfance, Famille). Les autres conseillers municipaux du MPC comptent : Bernadette Brizard Duméry (conseillère depuis 2001, déléguée pour le handicap et l'accessibilité à la ville), Luc Devillers (conseiller depuis 2008, délégué pour la modernisation administrative), Éric Eschenbrenner (conseiller depuis 2008, délégué pour les relations avec les associations sportives), Nicole Furic (conseillère depuis 2001, médiateur de la ville de Nouméa depuis 2010, déléguée pour le développement de la lecture), Sylvie Grandjean (conseillère depuis 2008, déléguée pour les cultures émergentes et traditionnelles), Marie-Laure Lafleur (conseillère depuis 2008, à l'origine membre du groupe d'opposition proche de Calédonie ensemble « Changer, c'est capital » de 2008 à 2011), Mireille Levy (conseillère depuis 2001, déléguée pour les activités festives et les grands rassemblements culturels), Lola Lomont (conseillère depuis 2008, déléguée pour les relations avec les communautés) et Gloria Outu (conseillère depuis 2008, ancienne membre du RPC de Jacques Lafleur de 2006 à 2008 puis du LMD de Simon Loueckhote de 2008 à 2011). Marc-Kanyan Case (conseiller depuis 1989, ancien adjoint de 1995 à 2008, délégué pour l’organisation des rencontres sportives internationales et pour la solidarité), proche malgré tout du camp « Yanniste », est resté finalement fidèle au Rassemblement-UMP.
  - 1 élu depuis sa création en 2011 du Mouvement républicain calédonien (MRC), qui en est d'ailleurs son président : Philippe Blaise (élu en 2008 sur la liste de la majorité Rassemblement-UMP, il est d'ailleurs médiateur de la ville jusqu'à sa dissidence entraînée par son refus de faire lever sur les institutions les deux drapeaux en 2010, conseiller municipal d'opposition siégeant comme non-inscrit depuis lors, il vote avec le groupe du MPC depuis sa création en 2013).
- Dumbéa[7] : 1 élu sur les 29 du groupe Rassemblement-UMP et les 35 du conseil municipal a rejoint le MPC en faisant toujours partie de la majorité du maire Jean Lèques, il est de plus l'un des 10 adjoints : Léon Vaiagina (9e adjoint depuis 2008, Développement harmonieux des cultures).
- Sarraméa[8] : 1 élu sur les 5 du groupe « Entente communale » et les 15 du conseil municipal a rejoint le MPC en faisant toujours partie de la majorité transpartisane du maire Prisca Holéro (FLNKS-UNI-Palika), il est de plus l'un des adjoints : Jean-Charles Moglia (1er adjoint depuis 2010, conseiller municipal depuis 1989, tête de la liste « Entente communale » arrivée en première position en 2008).
- Moindou[9] : 3 élus sur les 15 du conseil municipal opposés au maire Léon-Joseph Peyronnet (Calédonie ensemble) : Marie-Françoise Forest (2e adjointe depuis 2008 mais dans l'opposition depuis 2012, élue en 2008 sur la liste « Ensemble pour l'avenir de Moindou » de Léon-Joseph Peyronnet, proche de l'Avenir ensemble puis de Calédonie ensemble), Gérald Robelin (3e adjoint depuis 2008 mais dans l'opposition depuis 2012, élu en 2008 sur la liste « Entente communale de Moindou » de David Tournier, soutenue par le Rassemblement-UMP et la FCCI), Numa Huyard (conseiller depuis 2001, élu en 2008 sur la « liste d'entente citoyenne » de Ghislain Santacroce, proche de l'Avenir ensemble).

## Élections depuis 2014

### Municipales de 2014
Pour les élections municipales de mars 2014, l'UCF présente les candidatures suivantes :
- Nouméa : Gaël Yanno (président du MPC, 1er adjoint sortant, ancien député) annonce sa candidature le 26 septembre 2013 à la mairie de Nouméa en vue des élections municipales de 2014[10]. Le 2 décembre suivant, il obtient de plus l'investiture de l'UMP, celle-ci l'ayant finalement préféré à Jean-Claude Briault (candidat du Rassemblement-UMP et de l'ECF soutenu par le maire sortant Jean Lèques qui ne se représente pas) après avoir réalisé un sondage à Nouméa pour les départager[11]. Sa liste est intitulée « Union pour Nouméa ». Elle arrive deuxième au premier tour avec 34,66 % et 11 875 voix (556 votes et 1,62 points de moins que la liste de Calédonie ensemble menée par Sonia Lagarde) et fusionne avec la liste de Jean-Claude Briault. Au second tour, elle est battue par la formation de Sonia Lagarde, en réunissant 16 588 suffrages, 48,38 % des voix et 13 élus sur 53 dont 12 de l'UCF (7 puis 8 MPC, 3 puis 2 RPC, 1 MRC et 1 DVD) qui constitue ainsi la principale force d'opposition :
  - Gaël Yanno (MPC, chef de l'opposition)
  - Isabelle Lafleur (RPC)
  - Philippe Blaise (MRC)
  - Isabelle Champmoreau (MPC)
  - Gilles Ukeiwé (MPC)
  - Sonia Backès (MPC)
  - Jonas Taofifenua (DVD)
  - Félicia Ballanger (RPC)
  - Charles Éric (MPC, chef du groupe Union pour Nouméa)
  - Marie-Josée Barbier-Pontoni (MPC)
  - Jacques Leguéré (RPC), démissionne le 23 octobre 2014, remplacé par Dominique Korfanty (MPC)
- Dumbéa : Gil Brial (porte-parole du MPC, vice-président de l'Assemblée de la Province Sud, président du syndicat mixte des transports urbains SMTU) se présente le 5 décembre 2013 comme tête de la liste « Union pour Dumbéa »[12]. Cette liste arrive en troisième position lors des deux tours de scrutin, derrière celle du maire sortant du Rassemblement-UMP Georges Naturel et celle de l'ancien maire Calédonie ensemble Bernard Marant, avec successivement 1 559 voix (15,83 %) et 1 314 votes (13,23 %), gagnant 2 sièges sur 35 au conseil municipal, tous deux issus du MPC et siégeant dans l'opposition :
  - Gil Brial (chef du groupe Union pour Dumbéa)
  - Virginie Barreau
- Mont-Dore : Chantal Courtot (52 ans, nouvelle venue en politique, fonctionnaire de profession et militante associative) est investie le 19 décembre 2013 comme tête de la liste « Union pour le Mont-Dore »[13]. Elle arrive quatrième et dernière lors du premier tour de scrutin, avec 935 voix soit 8,42 % des suffrages exprimés, ne se qualifiant pas pour le second tour et n'obtenant donc aucun élu. Pour le second tour, elle appelle « à voter contre la liste indépendantiste », sans donner de consigne en faveur de l'une ou l'autre liste non-indépendantiste encore en lice (celle du maire sortant Rassemblement-UMP Éric Gay ou celle Calédonie ensemble de Monique Jandot).
- Païta : Louisa Bréhé (sans étiquette divers droite, conseillère municipale d'opposition après avoir été dans la majorité de 1989 à 2008 et adjointe de Harold Martin de 1995 à 2008, ancienne membre du Rassemblement-UMP jusqu'en 2009 puis de Calédonie ensemble de 2009 à 2012) est investie le 11 décembre 2013 comme tête de la liste « Union pour Païta ». Elle présente certaines figures de sa liste, dont l'unique élue du MPC et de l'UCF au Congrès, Alexandra Malaval-Cheval[14]. Elle arrive cinquième parmi huit listes au premier tour, avec 571 voix et 7,56 % des suffrages exprimés, ne se qualifiant pas pour le second tour et n'obtenant ainsi aucun élu. Pour le second tour, elle appelle à voter pour la liste du maire sortant Harold Martin (Avenir ensemble soutenu par l'ensemble du FPU) et contre celle de Calédonie ensemble menée par Frédéric de Greslan.
- Bourail : Carlo Bima (DVD, déjà candidat sans étiquette aux municipales de 2008 où sa liste était arrivée dernière aux deux tours sans obtenir aucun élu), se présente à nouveau avec cette fois l'investiture de l'UCF, mais en constituant une liste d'ouverture baptisée « Bourail à cœur ». Elle arrive cinquième et dernière au premier tour, avec 230 voix et 8,1 % des suffrages exprimés, ne se qualifiant pas pour le second tour et n'obtenant ainsi aucun élu.
- Boulouparis : Philippe Bourgine (MPC, ingénieur forestier, ancien président de section locale du Rassemblement-UMP) présente sa liste qu'il dit vouloir d'ouverture « Union pour Boulouparis » le 16 septembre 2013[15]. Cette liste arrive cinquième et avant-dernière lors du premier tour, avec 129 voix et 6,32 % des suffrages exprimés, ne se qualifiant pas pour le second tour et n'obtenant ainsi aucun élu.
- Sarraméa : Jean-Charles Moglia (MPC, 1er adjoint sortant) se représente le 11 septembre 2013, appelant sa liste « Ensemble pour Sarraméa »[16]. Cette liste arrive troisième et avant-dernière du seul tour, avec 80 voix et 19,95 % des suffrages exprimés pour 3 élus sur 15. Ils soutiennent Alexandre Némébreux qui est élu maire par 8 voix contre la maire sortante FLNKS Prisca Holéro, et font donc partie de la nouvelle majorité :
  - Jean-Charles Moglia (MPC, 1er adjoint)
  - Isidore Alain Tholo (MPC, 4e adjoint)
  - Kathleen Mediara (MPC)
- Moindou : Gérald Robelin (MPC, 3e adjoint sortant) est présenté le 15 octobre 2013, et appelle sa liste « Union pour Moindou ». Sa liste arrive sixième et dernière du premier tour, avec 26 voix et 4,38 % des suffrages exprimés, ne se qualifiant pas pour le second tour et n'obtenant ainsi aucun élu.
- Koné : Karine Lemaître (RPC) est candidate en deuxième position sur la liste d'union des non-indépendantistes « Koné pour tous » menée par Gérard Poadja (Calédonie ensemble). Cette liste arrive deuxième lors du premier et seul tour, avec 741 voix et 28,26 % des suffrages exprimés, devenant la principale force d'opposition avec 4 élus sur 29. Parmi ceux-ci, l'UCF-RPC dispose ainsi d'une élue :
  - Karine Lemaître (RPC, responsable de l'antenne du Nord des services du gouvernement)

### Provinciales de 2014
Pour les élections provinciales du 11 mai 2014, l'UCF ne présente qu'une liste autonome, en Province Sud, emmenée par Sonia Backès suivie de Gaël Yanno et Isabelle Lafleur. Surtout composée de personnalités de Nouméa (31 des 50 candidats de la liste, et surtout huit des dix premiers) ou de sa banlieue (11 autres noms, majoritairement de Dumbéa), c'est là qu'elle réalise l'essentiel de ses scores. Elle se place troisième dans la province avec 12 539 voix et 18,38 % des suffrages pour huit des 40 conseillers provinciaux (et 6 des 32 siégeant au Congrès, assez pour constituer un groupe), talonnant le FPU de Cynthia Ligeard (20 %, 9 élus dont 7 au Congrès) mais étant assez distancé par la liste Calédonie ensemble de Philippe Gomès (36,44 %, 16 élus dont 13 au Congrès).
Dans les deux autres provinces, l'UCF fait alliance avec d'autres forces non-indépendantistes :
- dans le Nord, elle s'allie avec le FPU pour former la liste « Entente provinciale Nord » qui s'oppose alors, auprès de l'électorat anti-indépendantiste, à celle « Une Province pour tous » (Calédonie ensemble) de l'ancien président du Congrès Gérard Poadja. C'est Karine Lemaître, récemment élue conseillère municipale de Koné, qui représente l'UCF en étant deuxième sur cette liste, derrière le membre du FPU-Rassemble Francis Euriboa. Elle obtient 2 191 voix et 9,36 % des suffrages pour un seul siège à l'Assemblée provinciale et au Congrès : l'UCF n'a donc pas d'élu.
- aux Îles Loyauté, l'UCF s'unit avec l'ensemble des forces non-indépendantistes sous l'étiquette « L'Autre voix(e) » emmenée par Simon Loueckhote, du FPU-LMD. Elle ne totalise que 939 bulletins soit 6,89 des suffrages, pour n'avoir aucun élu.

### Présidentielle de 2017
L'UCF, par ailleurs proche du parti Les Républicains, participe à la primaire ouverte de la droite et du centre de novembre 2016. Tous ces cadres (Gaël Yanno, Gil Brial, Philippe Blaise) font alors partie du comité de soutien à Alain Juppé, par ailleurs présidé par Gil Brial.